# Oliver Johnson
Oliver Johnson (Oakland (Californië), 5 december 1944 – Parijs, 6 mei 2002) was een Amerikaanse jazzdrummer.

## Biografie
Johnson woonde sinds eind jaren 1960 in Parijs, waar hij aanvankelijk voornamelijk samenwerkte met andere freejazzmuzikanten uit de Verenigde Staten, zoals Alan Silva, Anthony Braxton, Dewey Redman, Sam Rivers, Archie Shepp, het Art Ensemble of Chicago en Oliver Lake en David Murray. Tussen 1978 en 1989 maakte hij deel uit van de band van Steve Lacy. Daarna speelde hij in een trio met Kent Carter en Takashi Kako. Hij werkte ook samen met Jean-Luc Ponty, George Duke, Hampton Hawes, Bobby Hutcherson, Maynard Ferguson, Yusef Lateef, Attila Zoller, Johnny Griffin, Tiziana Ghiglioni en François Chassagnite. 

## Overlijden
Oliver Johnson overleed in mei 2002 op 57-jarige leeftijd. Hij werd vermoord aangetroffen op een bank in de Rue Pierre Lescot. Volgens het politieonderzoek heeft een bewoner hem vermoord.

## Discografie
- 1972: Anthony Braxton Donna Lee (met Michael Joseph Smith, Peter Warren)
- 1973: Jean-Luc Ponty Open Strings (met Joachim Kühn, Philip Catherine, Peter Warren)
- 1977: Noah Howard Schizophrenic Blues (met Itaru Oki, Jean-Jacques Avenel)
- 1981: Steve Lacy/Bryon Gysin Songs (met Steve Potts, Bobby Few, Irène Aebi, Jean-Jacques Avenel)

- Bibliothèque nationale de France: cb13921513h (data)
- Gemeinsame Normdatei: 134418891
- International Standard Name Identifier: 0000 0001 0718 8016
- Library of Congress Control Number: no97010707
- MusicBrainz: 9a7d1025-d3ee-4f86-a524-0ae75eff7dd3
- Système universitaire de documentation: 080494641
- Virtual International Authority File: 71579891
- WorldCat: E39PBJxRGyWdY9bVXxk97pJYyd